# Dubodiel
Dubodiel (in tedesco Dobodil , in ungherese Trencséntölgyes)  è un comune della Slovacchia facente parte del distretto di Trenčín, nella regione omonima.
Fu menzionato per la prima volta in un documento storico nel 1439 quando costituiva un feudo della Signoria di Trenčín.